# Ilija Garašanin
Ilija Garašanin (en serbe cyrillique : Илија Гарашанин ; né le 28 janvier 1812 à Garaši près d'Aranđelovac - mort le 22 juin 1874 à Grocka près de Belgrade, aussi retranscrit Élia Garachanine) était un homme politique serbe. Représentant du prince puis président du Conseil des ministres ainsi qu'historien, il joua un rôle important dans les affaires de la Serbie. Il est parfois surnommé « le Bismarck serbe ».

## Biographie
Ilija Garašanin était le fils d'un paysan serbe qui fit fortune en exportant du bétail et des porcs en Autriche. Par son intelligence, son ascendant et son sens des affaires, il exerça une certaine influence sur la politique économique de son pays. Il voulut donner à son fils la meilleure éducation possible. Ainsi, il l'envoya étudier en Hongrie, d'abord dans une école grecque puis dans une école allemande. Le jeune Ilija se montra un élève extrêmement doué. Il est aussi auditeur étranger à l'École polytechnique.
En 1837, le Prince Miloš Ier Obrenović le nomma colonel et commandant en chef de l'armée régulière serbe qu'il venait juste de créer. Un peu plus tard dans la même année, le prince fit d'Ilija Garašanin le chef de la police militaire. En 1839, il la réorganisa sur le modèle de la Geheime Feldpolizei prussienne. En 1840, après l'abdication du Prince Miloš, Garašanin dut s'exiler à Istanbul, où il resta jusqu'en 1842. 

### Ministre d'Alexandre Karađorđević
De retour en Serbie, il fut nommé ministre de l'Intérieur du prince Alexandre Karađorđević. À partir de cette date et jusqu'en 1867, année où il se retira des affaires, Ilija Garašanin allait jouer un rôle prépondérant dans la vie de son pays, faisant de lui un des plus grands hommes d'Etat serbes du XIXe siècle, lui valant le surnom de « Bismarck serbe ». Durant son mandat à l'Intérieur, il développe une stratégie d'influence par la religion et l'éducation, utilisant propagande et action clandestine pour soutenir la cause de la Grande Serbie.
Du 22 avril 1852 jusqu'au 24 mars 1853, il fut Représentant du prince et ministre des Affaires étrangères. Son projet était de remplacer le protectorat russe sur la Serbie par une protection assurée par l'ensemble des puissances européennes. Il s'opposa ainsi vigoureusement à la guerre qui affrontait la Russie à l'Empire ottoman et aux puissances occidentales. Cette hostilité conduisit le prince Menchikov à demander sa démission au prince Alexandre Karađorđević.
Malgré cette démission, Ilija Garašanin réussit à obtenir la neutralité de la Serbie dans la guerre de Crimée. C'est à son initiative que la France, lors de la conférence de paix qui se tint à Paris en 1856, proposa que la constitution de 1839, accordée à la Serbie par son suzerain turc et son protecteur russe, soit remplacée par une constitution plus moderne et plus libérale, dessinée par une commission internationale européenne. Mais malgré ses efforts, Ilija Garašanin ne put obtenir l'accord de toutes les puissances. 
En tant que ministre de l'Intérieur, Garašanin persuada le prince Alexandre de convoquer l'assemblée nationale, ce qui ne s'était pas produit depuis dix ans. Cette assemblée se réunit en 1858 mais sa première décision fut de détrôner le prince et de rappeler au pouvoir le vieux prince Miloš Obrenović.

### Sous Michel III Obrenović
À la mort de son père, en 1860, le prince Michel III Obrenović lui succéda sur le trône. Il confia à Ilija Garašanin la charge de président du Conseil et celle de ministre des Affaires étrangères. Ilija Garašanin resta en fonction du 21 octobre 1861 jusqu'au 15 novembre 1867. Le prince et son ministre s'accordèrent pour établir une constitution plus conservatrice. Mais surtout, en 1867, ils réussirent à obtenir le départ hors de Serbie de la dernière garnison turque. 
Ilija Garašanin préparait un soulèvement général des Balkans contre les Ottomans. Il établit des accords secrets avec la Roumanie, la Bosnie-Herzégovine, l'Albanie, la Bulgarie et la Grèce, et plus spécialement encore avec le Monténégro. Mais son plan ne put aboutir. En 1867, il fut brusquement écarté du pouvoir, sans doute parce qu'il s'opposait au mariage du prince Michel avec Katarina Konstantinović (en). Son renvoi souleva une vague de protestation. Le 10 juin 1868, le prince Michel était assassiné. 
Ilija Garašanin passa les dernières de sa vie à l'écart de la vie politique, dans son domaine de Grocka.

## Positions
Ilija Garašanin était conservateur en matière de politique intérieure. Il considérait que la bureaucratie était pour l'administration le seul moyen d'être efficace. 
Sur le plan des affaires étrangères, il fut le premier homme d'État serbe à maintenir l'indépendance du pays, aussi bien face à la Russie que face à l'Autriche-Hongrie.
Dès 1844, Ilija Garasanin avait aussi rédigé un programme confidentiel (Nacertanije) ayant pour objectif de réunir tous les Slaves des Balkans au sein d'une Grande Serbie,.

## Famille
Son fils Milutin Garašanin (en) (1843-1898) fut également homme politique, occupant les fonctions de premier ministre et d'ambassadeur de Serbie à Paris.